# Symbiocloeon madhyasthai
Symbiocloeon madhyasthai is een haft uit de familie Baetidae. De wetenschappelijke naam van de soort is voor het eerst geldig gepubliceerd in 2009 door Subramanian & Sivaramakrishnan.
De soort komt voor in het Oriëntaals gebied.